# Kati Hannken-Illjes
Kati Hannken-Illjes (* 9. Oktober 1972 in Heine) ist eine deutsche Germanistin.

## Leben
Sie studierte Sprechwissenschaft und Phonetik mit Nebenfach Musikpädagogik an der Universität Halle und Speech Communication Studies an der California State University, Long Beach. Von 2003 bis 2007 war sie wissenschaftliche Mitarbeiterin in der Emmy-Noether-Gruppe „Mikrosoziologie von Strafverfahren“ im SFB „Kulturen des Performativen“ an der FU Berlin. Von 2007 bis 2011 war sie Akademische Rätin am Lehrstuhl für Sprechwissenschaft und Phonetik an der Universität Jena. Von 2011 bis 2013 war sie Professorin für Sprechwissenschaft an der Hochschule für Musik und Darstellende Kunst Stuttgart. Seit Oktober 2013 lehrt sie als Professorin für Sprechwissenschaft an der Universität Marburg.